# Романус, Иоганн Иванович
Иоганн Иванович Романус (Романиус) (1709 — не ранее 1770) — генерал-майор, участник Семилетней войны.
Происходил «из шляхетства Цесарской нации, католического закона», родился в 1709 году, в русскую военную службу вступил 15 февраля 1728 г., в том же году получил чин капрала (8 июня), в следующем — подпрапорщика и сержанта (1 февраля и 5 июля), а 1 января 1732 г. был произведён в прапорщики.
В 1734 г. Романус участвовал в войне в Польше и в Литве, был в сражении при Вильне, а потом послан был курьером в Кабинет императрицы, но взят был поляками в плен, в котором находился около 7 месяцев и из которого был отбит во время Седлецкого сражения генералом Измайловым и подполковником Ливеном.
В 1736 г. Романус при находился в атаке города Азова и при штурме палисада его и 8 июля был произведён в поручики; в 1737 г. участвовал в штурме Очакова, где был ранен пулями в правую ногу, в правое плечо и в левую щеку (пуля из щеки вышла только спустя 16 лет). В 1738 г. Романус был при Днестре, в 1739 г. был в сражении при Ставучанах и при Хотине и получил 8 июня 1739 г. чин капитана.
В 1742 г. он участвовал в Шведской войне, был в Лифляндии и при атаке Гельсингфорса, 25 апреля 1752 г. получил чин секунд-майора, а в 1755 г. переведён был в Казанский кирасирский полк (которым впоследствии командовал его брат Аврам) и вскоре, 25 декабря, получил чин подполковника.
В Семилетнюю войну Романус в 1757 г. был в походе в Пруссию, участвовал в сражении при Гросс-Егерсдорфе, а 12 июля 1759 г. — при Пальциге, где «с неприятельскими эскадронами выехавшими между первою и второю линиями, действительно в сражении был и рубился и в тыл оных гнал», а 1 августа был в сражении при Франкфурте, где тяжело ранен пулей в голову.
Получив 1 июня 1760 г. чин полковника, он служил в Казанском кирасирском полку до 1762 г., когда, 2 апреля, произведён был в генерал-майоры (в этом чине состоял и в 1770 году); 23 ноября 1762 г., именным указом императрицы Екатерины Романус был определён, в числе других генералов, в корпус войск, находившихся в Малороссии, на линии и при границах. В 1763—1764 г. Романус инспектировал Область Войска Донского, где вскрыл громадные злоупотребления войскового атамана Степана Ефремова. В 1769 г. он находился в главной русской армии, состоявшей под начальством генерал-аншефа князя Голицына.
Дата смерти И. И. Романуса неизвестна, последнее упоминание о нём относится к 1770 году.